# Marco De Marchi (naturalista)
Marco De Marchi (Milano, 5 dicembre 1872 – Varenna, 15 luglio 1936) è stato un imprenditore, naturalista e filantropo italiano.

## Biografia
Appartenente a una ricca famiglia originaria di Canobbio in Svizzera, il padre Demetrio De Marchi aveva fatto fortuna in Argentina nell'industria chimica, dal matrimonio con Giuditta Rizzardi nacquero tre figli, Vittore, Marco e Adelina, finanziatrice e fondatrice della clinica pediatrica De Marchi a Milano.
Nel 1893, a causa della morte del padre, interruppe gli studi scientifici intrapresi all'Università di Pisa per dedicarsi alla direzione delle industrie familiari in Argentina. Nel paese sudamericano proseguì negli studi scientifici da dilettante, interessandosi in particolare ai Trochilidi. Riprese più tardi gli studi universitari laureandosi a Pavia nel 1901 con la tesi «I Trochilidi dell'Argentina» nella quale, oltre ad aggiornare ed ampliare la classificazione biologica delle specie di Trochilidi, dedicava un'ampia trattazione all'etologia dei colibrì (il corteggiamento, la nutrizione, il canto, ecc.) e al ruolo di questi piccoli uccelli nella cultura e nel folclore delle popolazioni azteche.
Negli anni successivi, ispirato dalle lezioni di Pietro Pavesi, si dedicò allo studio del plancton e della fauna lacustre attrezzando un laboratorio all'interno della sua villa di Pallanza.
L'importanza di De Marchi resta nell'attività di mecenate: finanziò società scientifiche, spedizioni scientifiche, pubblicazioni scientifiche, biblioteche, musei, borse di studio, ecc. Lasciò infine allo Stato l'Istituto idrobiologico di Pallanza, la Villa Monastero di Varenna, la scuola per infermiere Principessa Iolanda di Milano, il Museo del Risorgimento in via Borgonuovo a Milano, il Giardino alpino Chanousia, il Rifugio Alpino Marco e Rosa, e altro ancora. 
Ha ricoperto cariche pubbliche e ha dato il proprio contribuito a numerose associazioni culturali e scientifiche:
- Commissario per le Relazioni Italo-Elvetiche di Pesca e Acquicoltura.
- Presidente della Società Lariana di Pesca e Acquicoltura.
- Membro del Consorzio Interprovinciale per la Tutela della Pesca per le prov. di Como e di Sondrio.
- Presidente della Società Italiana di Scienze Naturali (per oltre un ventennio).
- Presidente della Giunta di Vigilanza (in rappresentanza del Podestà) per il Museo Civico di Milano.
- Membro del Consorzio Nazionale per il Parco del Gran Paradiso, in rappresentanza di S. E. il Ministro dell'Educazione Nazionale.
- Vice Presidente della Sezione di Milano della Dante Alighieri.
- Membro del Consiglio della Sezione di Milano per la Croce Rossa Italiana.
- Consigliere del Touring Club Italiano.
- Membro del Comitato per la Difesa del Paesaggio Italiano.
- Presidente del Comitato per il Villaggio Alpino del Touring Club Italiano.
- Consigliere del Club Alpino Italiano.
- Presidente della Commissione Scientifica presso il Club Alpino Italiano Sezione di Milano.
- Membro della Giunta di Vigilanza della R. Università di Milano.
- Membro del R. Istituto Lombardo di Scienze e Lettere.
- Consigliere dalla fondazione, e indi Presidente, dell'Opera Pia Pro Orfani Infanti.

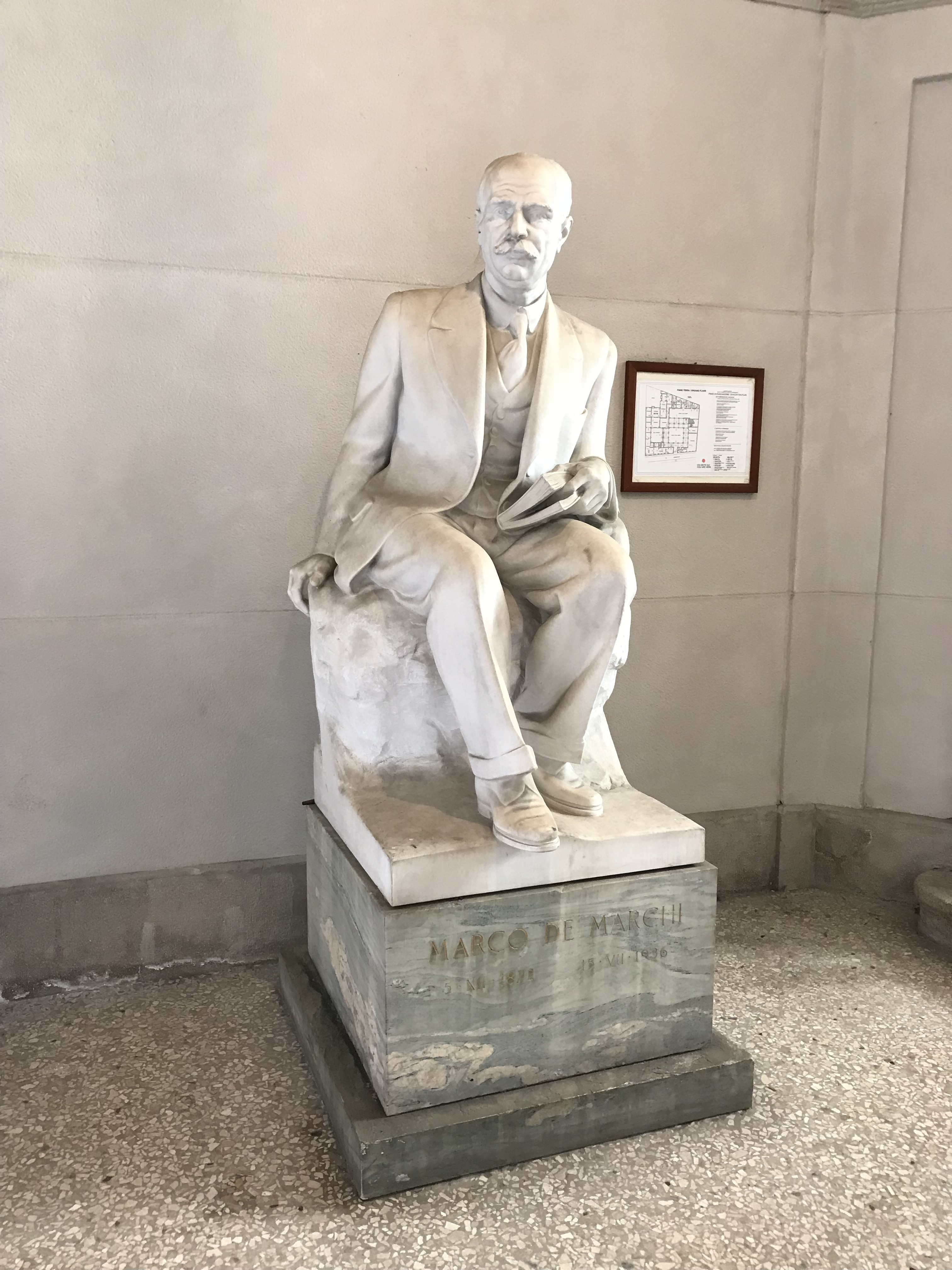
Statua di Marco de Marchi esposta nel cortile di Palazzo Moriggia a Milano

Lino Vaccari, che fu suo stretto amico, gli dedicò una specie botanica alpina, Epilobium demarchianum, ibrido del genere Epilobium sorto al Giardino alpino Chanousia.
È stato anche un importante filatelista. Per volontà testamentaria, la sua collezione venne donata dalla moglie Rosa Curioni al Museo del Risorgimento di Milano, che ancora la conserva. Nel 2017 è stato completato e presentato il progetto di valorizzazione sostenuto dall'Unione stampa filatelica italiana : tutto il materiale, composto da 103 album, è in libera consultazione in rete.
Marco De Marchi riposa nell'edicola familiare al Cimitero Monumentale di Milano.